# Salem (contea di Saline, Arkansas)
Salem è un census-designated place (CDP) degli Stati Uniti d'America, situato in Arkansas, nella contea di Saline.